# 桑川駅
桑川駅（くわがわえき）は、新潟県村上市桑川にある、東日本旅客鉄道（JR東日本）羽越本線の駅である。

## 歴史
- 1924年（大正13年）7月31日：村上 - 鼠ケ関間開業の際に開設[1]。
- 1963年（昭和38年）11月1日：電報取扱廃止[2]。
- 1972年（昭和47年）9月1日：貨物と荷物の取り扱いを廃止[3]。無人駅となる[4]。
- 1987年（昭和62年）4月1日：国鉄分割民営化に伴い、JR東日本の駅となる[1]。
- 1993年（平成5年）11月10日：道の駅と合築した駅舎に改築[5]。
- 2012年（平成24年）5月1日：名誉駅長を配置[6]。
- 2019年（令和元年）10月：待合室を新設[7]。

## 駅構造
単式ホーム1面1線と島式ホーム1面2線、計2面3線のホームを有する地上駅である。互いのホームは跨線橋で連絡している。
駅舎は国道345号上の道の駅「道の駅笹川流れ・夕日会館（ゆうひかいかん）」に併設されている。駅入口は北側にある。夕日会館は一部3階建てで、延床面積は907.7平方メートルであるが、そのうち駅舎部分は43平方メートルであり、当駅の設備としては待合室の機能のみとなっている。夕刻には日本海に沈む夕陽を見ることができる。景勝地「笹川流れ」に近い。
村上駅管理の無人駅である。1990年（平成2年）ごろまでは夏季のみ駅員が配置されていた。1985年（昭和60年）までは出札窓口を開けて、近距離の乗車券や入場券（いずれも硬券）を発売していた。2012年（平成24年）5月より、駅および駅周辺の美化活動を行うボランティアとして、JR東日本OBに名誉駅長を委嘱している。

### のりば
| 番線 | 路線      | 方向       | 行先           |
| ---- | --------- | ---------- | -------------- |
| 1    | ■羽越本線 | 下り       | 鶴岡・酒田方面 |
| 2    | ■羽越本線 | （待避線） | （待避線）     |
| 3    | ■羽越本線 | 上り       | 村上・新津方面 |

- 新潟方面から当駅止まりの臨時列車が運行する場合は、2番線で折り返し運転を行なっている。

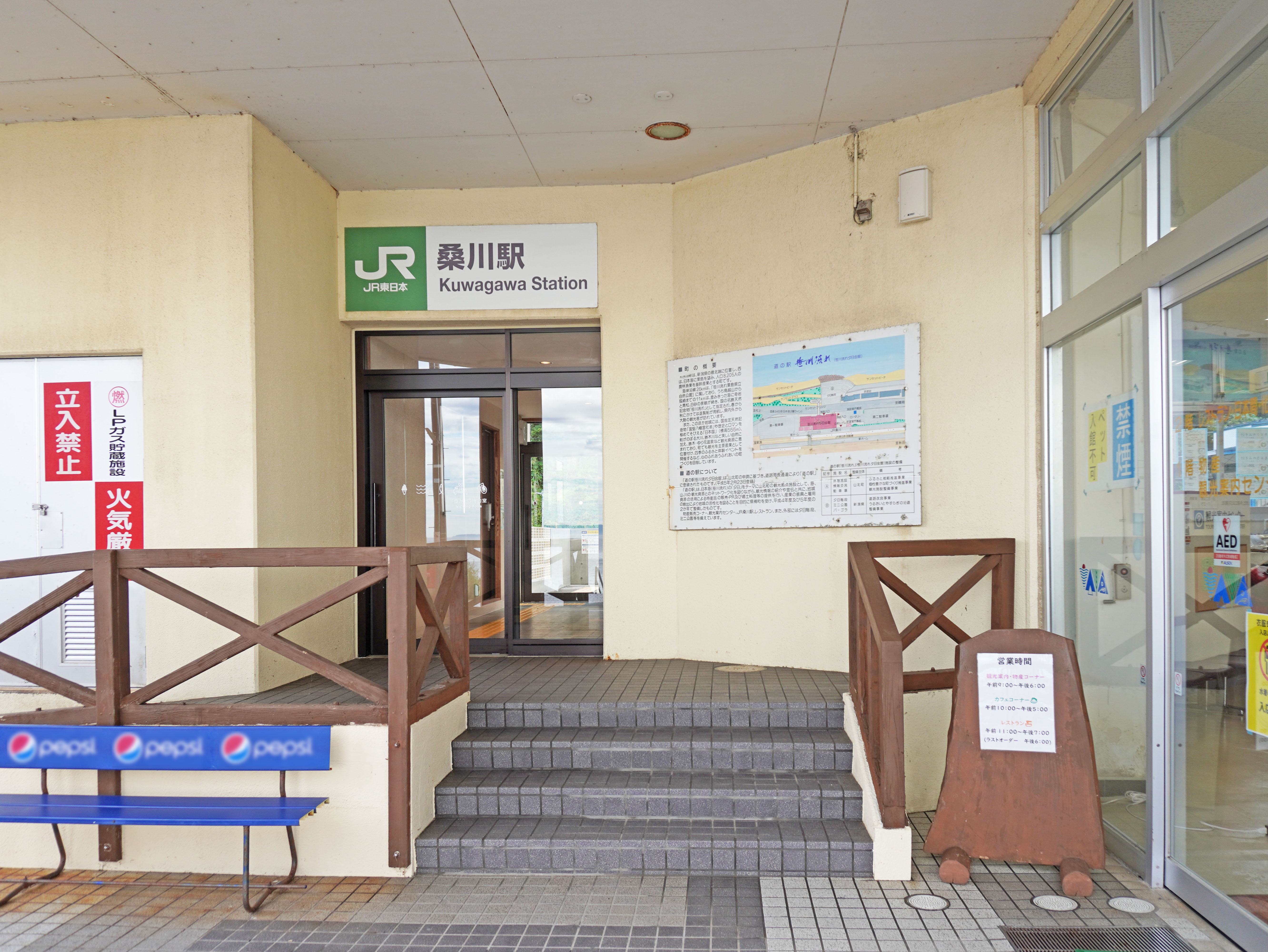
駅出入口（2022年9月）
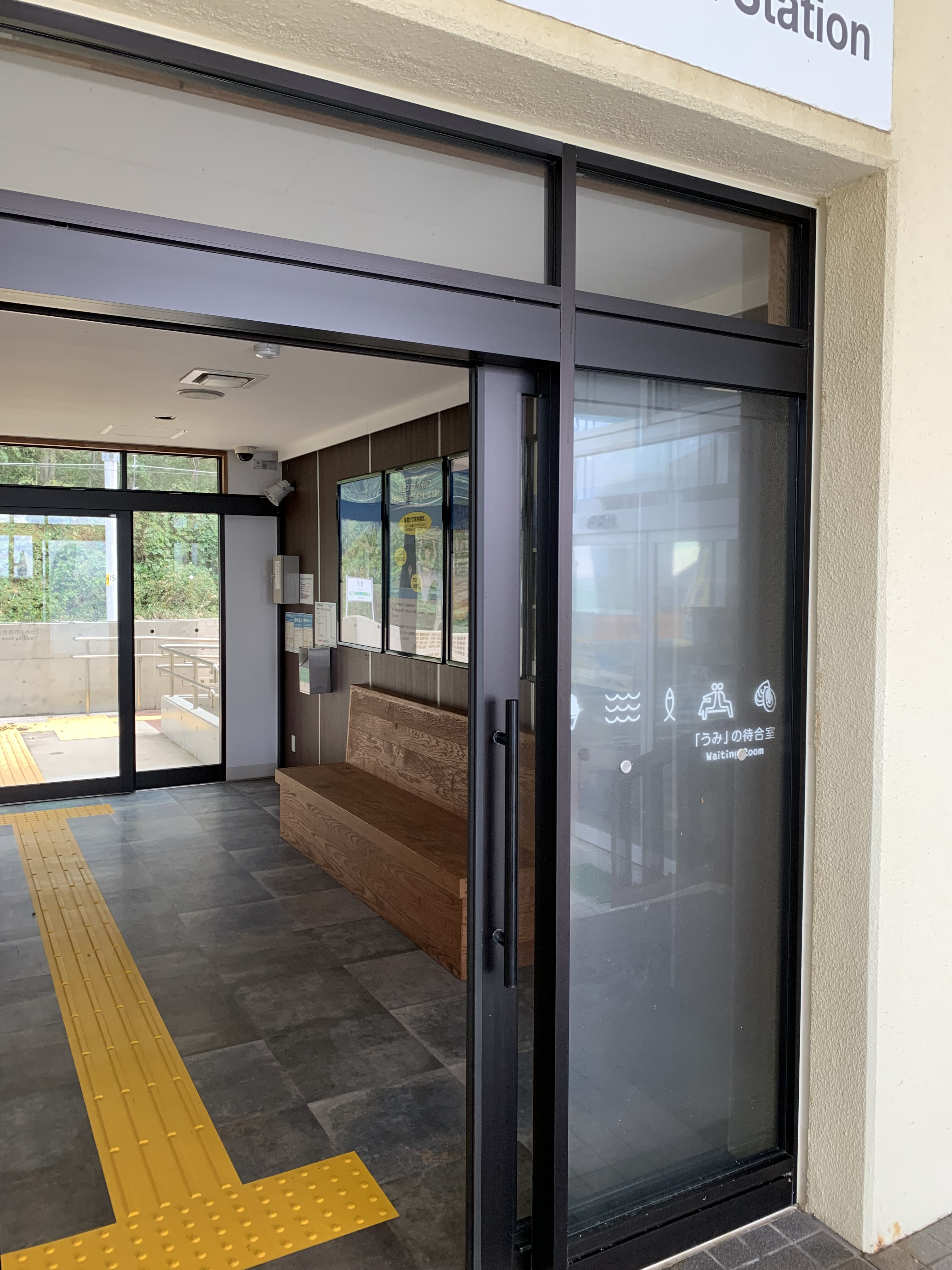
改札通路に設置された待合室（2021年10月）
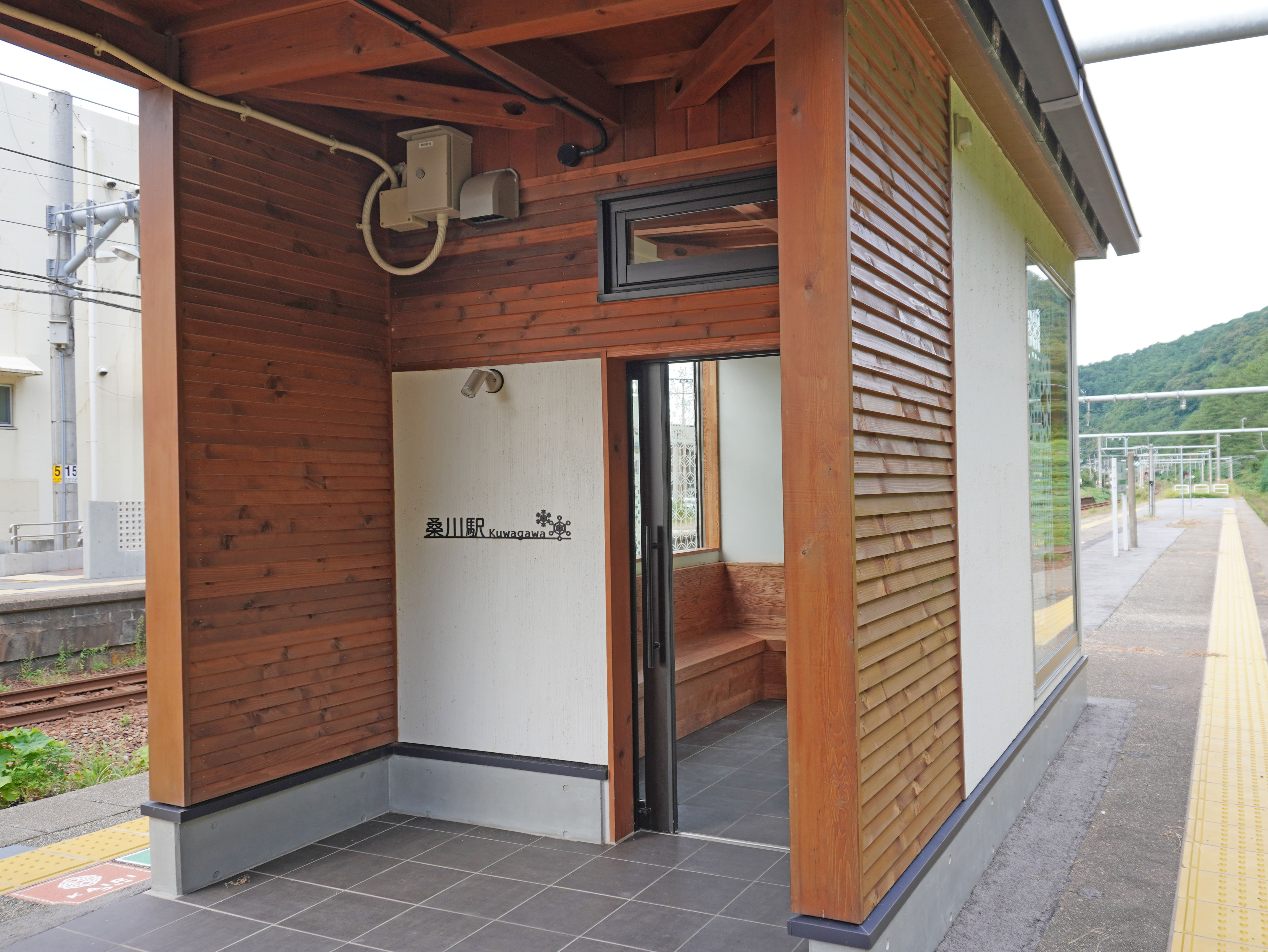
上り線待合室（2022年9月）
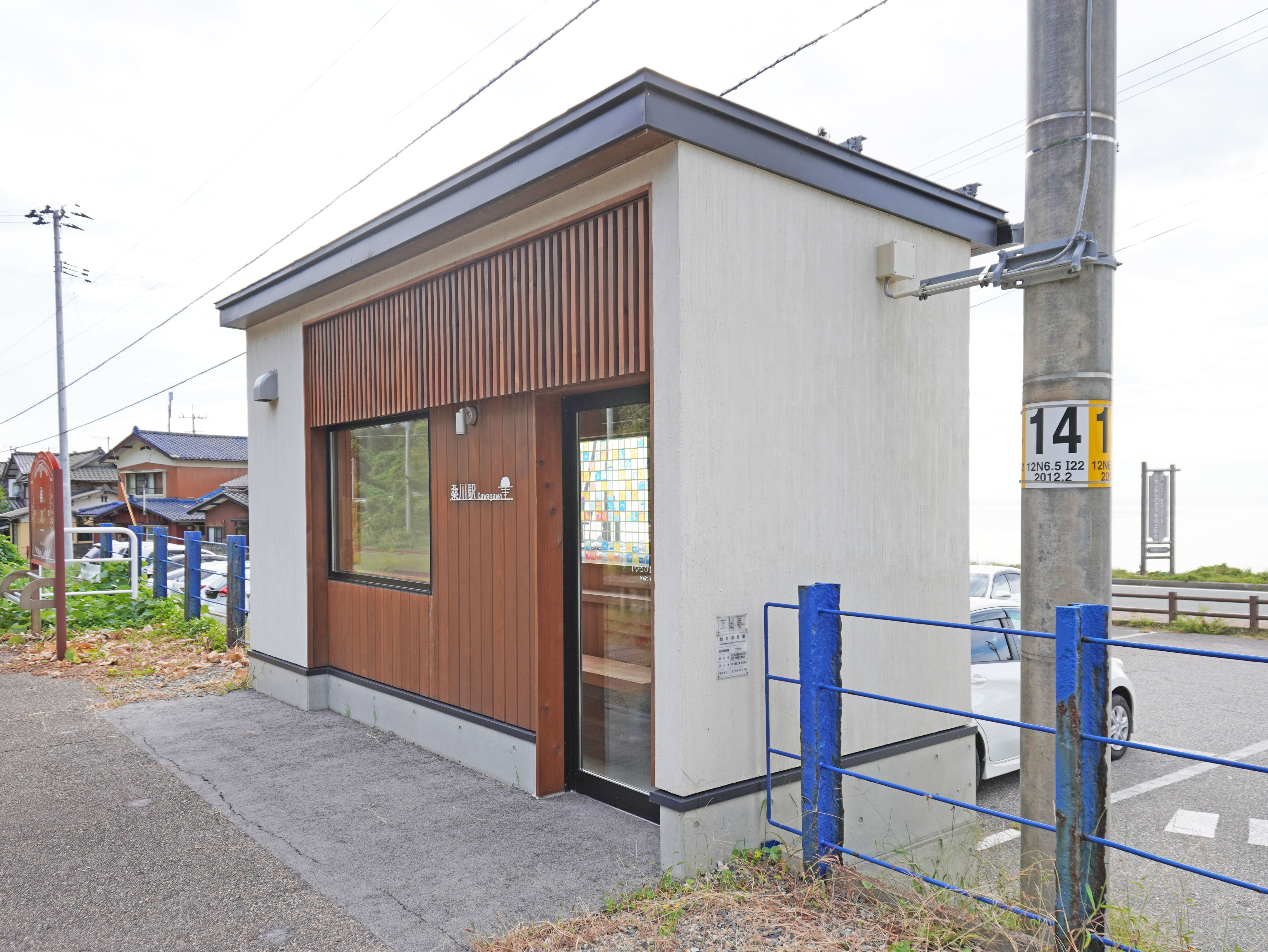
下り線待合室（2022年9月）
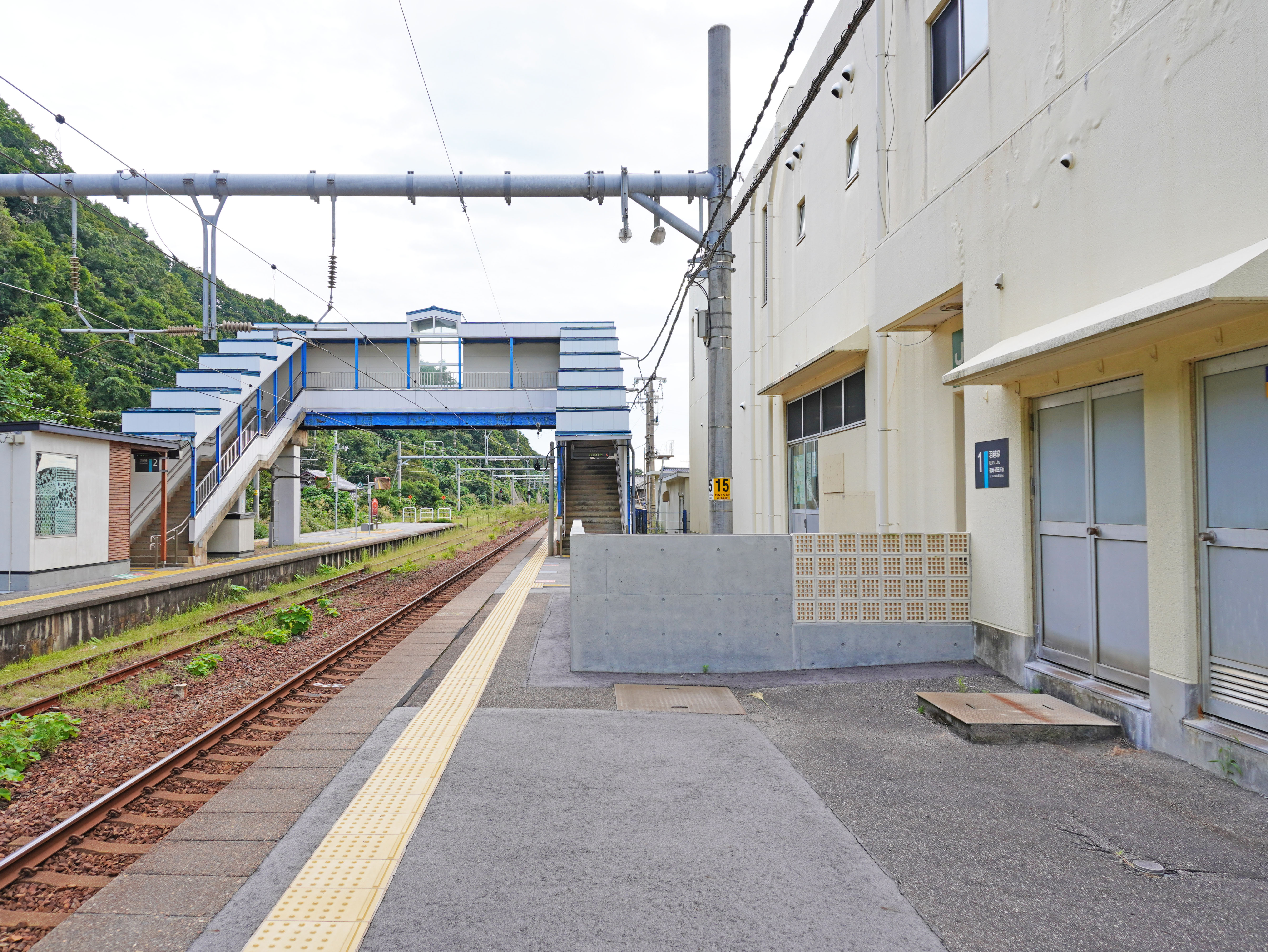
1番線ホーム（2022年9月）
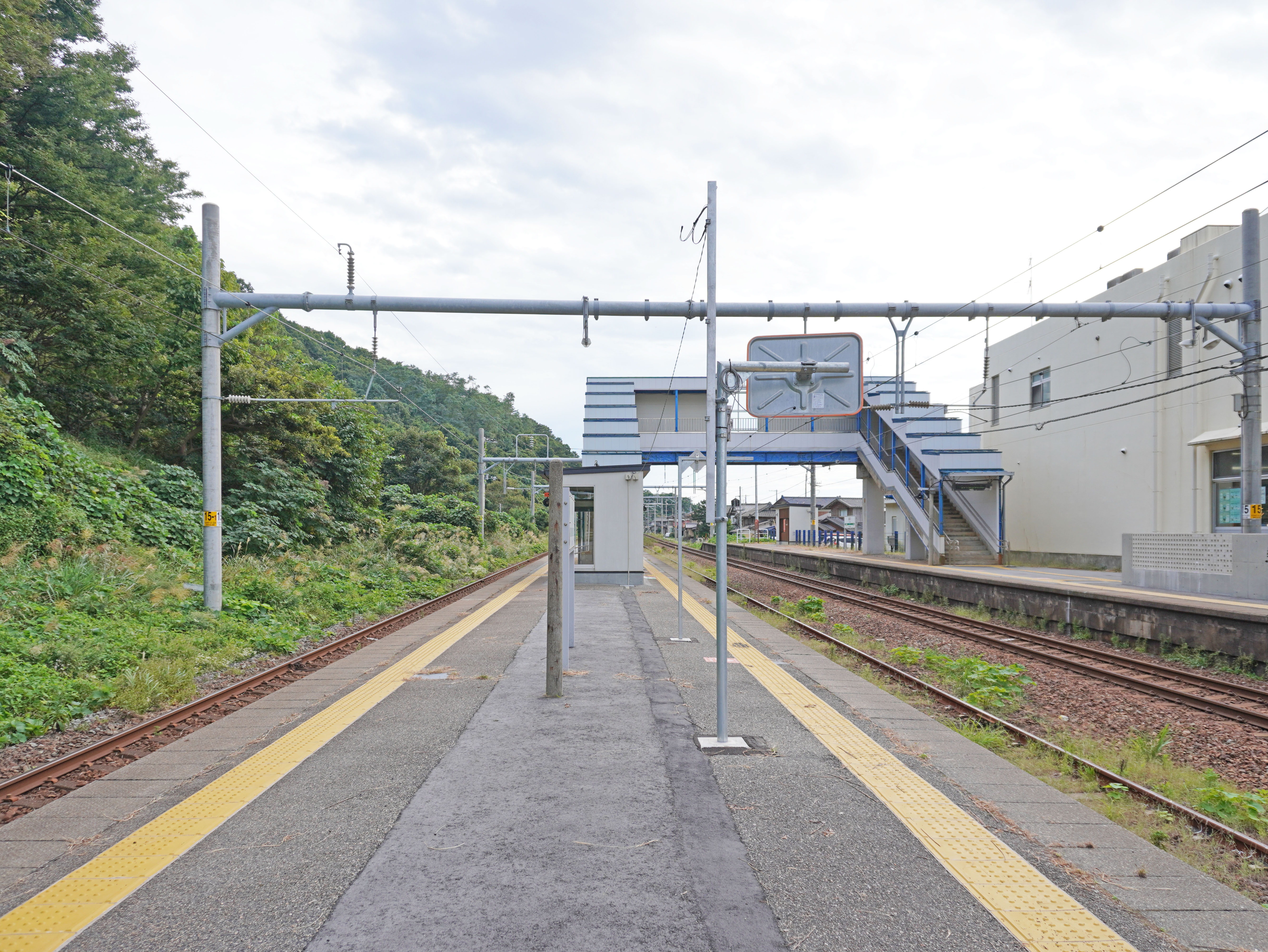
2・3番線ホーム（2022年9月）
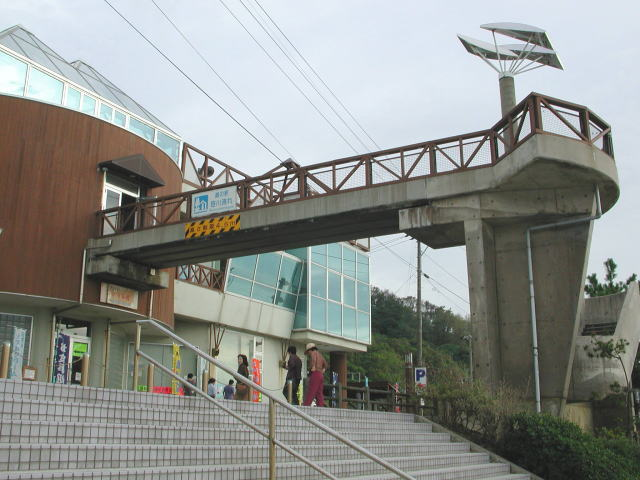
併設の道の駅にある歩道橋「サンセットブリッジ」。会館3階にあるガラス張りの三角形の構造物が「サンセット展望台」（2004年9月）

## 駅周辺
景勝地「笹川流れ」に至近。観光遊覧船も運航されている。
- 国道345号（日本海夕日ライン）
- 桑川海水浴場

## 隣の駅
東日本旅客鉄道（JR東日本）
■羽越本線
越後早川駅 - 桑川駅 - 今川駅
■海里
村上駅 - 桑川駅 - あつみ温泉駅